# Louis Dupasquier
Pour les articles homonymes, voir Dupasquier.
Louis Dupasquier est un architecte français né à Lyon le 4 décembre 1800 et mort à Blacé le 15 octobre 1870.

## Biographie
Louis Dupasquier, de son nom complet Louis-Gaspard Dupasquier naît à Lyon en 1800. Il étudie à l'École des beaux-arts de Lyon.
En 1825, il découvre l'église du monastère de Brou dans le département de l'Ain et procède au relevé des constructions en 1827. Il obtient en 1826 le prix du concours ouvert pour la construction de église à Villeurbanne et, en 1827, le prix du concours ouvert pour la construction de l'abattoir municipal de Lyon, construit en 1838.
Au cours des années 1830, il est professeur à l'École de la Martinière de Lyon et enseigne le dessin d'architecture. Il est également correspondant  auprès du ministère de l’Instruction publique pour les travaux historiques. Il rencontre l'architecte Adolphe Napoléon Didron (1806-1867) qui préfacera son ouvrage intitulé Monographie de Notre-Dame de Brou, édition luxueuse éditée par ses soins en 1842.
Le 12 mars 1849, il devient architecte du diocèse de Belley-Ars et d'Autun (poste qu'il conservera jusqu'à sa mort) et dirige les travaux de réfection de la façade de l'église de Brou, notamment les fleurons de la tour (1851) et le caveau ducal (1856-1858).

## Œuvres

### Recueil
- Monographie de Notre-Dame de Brou, 1842 ;

### Dessins
- 344 dessins de Louis Dupasquier, donnés par Léon Galle à la ville en 1902, comprennent les relevés de l'église de Brou et sont conservés à la médiathèque Élisabeth-et-Roger-Vailland.

### Architecture
- Église Notre-Dame-de-l'Assomption de Vaulx-en-Velin (Rhône), (1842).
- Remaniement du Château de Montmelas (Rhône).
- Église Saint-Romain de Miribel, (1845)[6].
- Reconstruction de la chapelle du Petit séminaire de Meximieux, 1849[7].
- Abattoir à Perrache[2].
- Construction des églises de Blacé, Fareins, Saint-Martin-du-Mont, Charbonnières-les-Bains, Saint-Christophe, Pizay, Faramans, Villebois, Guéreins, Beauregard, Domsure[8], Bellegarde-sur-Valserine, Massigneux, Rives, Saint-Laurent-les-Mâcon, Marboz, Loyettes et Fontaines-sur-Saône[2] (qui sera achevée par Hilaire Morel).
- Restauration du grand séminaire, de l'évêché et ameublement dans la cathédrale de Belley[2].

## Distinctions
Dupasquier est membre de la Société d'agriculture de Lyon en 1829 et fait partie des fondateurs de la société académique d'architecture de Lyon en 1830. Il est également membre de l'académie des sciences, belles-lettres et arts de Lyon en 1845, membre de la société linnéenne de Lyon et de la société éduenne des lettres, sciences et arts.
Il est fait chevalier de l'ordre des Saints-Maurice-et-Lazare en 1858.
Il est l'une des quatre personnalités représentées sur le Monument aux Grands Hommes de la Martinière.